# Уршич, Йосип
Йосип Уршич (хорв. Josip Uršić; 31 мая 1923, Вараждин — 24 декабря 1994, Загреб) — югославский инженер, преподаватель и эксперт в области судостроения.

## Биография
Йосип Уршич родился в Вараждине в мае 1923 года. В возрасте восемнадцати лет он устроился работать на 1-й Югославский завод вагонов, машин и мостов в Славонски-Броде, где познакомился с инженерным делом и судостроением. В 1951 году он завершил обучение на судостроительном отделе технического факультета Загребского университета, после чего в качестве инженера два года провёл на Сплитской верфи. Получив опыт работы по специальности, Уршич вернулся в Загребский университет, где занял должность преподавателя на родной кафедре. Просветительская деятельность Уршича не ограничивалась лишь преподаванием, он также был автором нескольких учебников по судостроению и серии приложений к Морской и Хорватской технической энциклопедии. В 1970 году он продвинулся по карьерной лестнице в вузе и стал главой института судостроения Загребского университета, а ещё через два года получил звание профессора. В 1976 году за свои научные достижения он получил награду «Никола Тесла», после чего решился на защиту докторской диссертации, под руководством Антуна Вучетича, которая в 1978 году принесла ему учёную степень.